# فض اشتباك (مسلسل)
فض اشتباك، مسلسل تلفزيوني مصري عرض في رمضان 1434هـ/2013م.

## قصة المسلسل
يتناول المسلسل العلاقات الاجتماعية في مصر بعد ثورة 25 يناير والتغييرات التي حدثت للمصريين.

## بطولة
- أحمد صفوت في دور عمر (ضابط شرطة)
- إيناس كامل
- طارق عبد العزيز
- إيهاب فهمي
- سناء يوسف
- سالي القاضي
- شريف عمر
- إيناس شيحة
- شريف باهر
- رجاء الجداوي
- فراس سعيد
- فريدة الجريدي
- محمد أحمد ماهر
- سلوى عثمان
- لمياء الأمير
- إيساف
- أحمد الشامي
- عبد الرحمن أبو زهرة
- صبري عبد المنعم
- سناء شافع
- نضال نجم
- أحمد ماهر
- والوجوه الجديدة ريم مصطفى